# Nálepkovo
Nálepkovo (in ungherese Merény, in tedesco Wagendrissel) è un comune della Slovacchia facente parte del distretto di Gelnica, nella regione di Košice.
Fino al 1948 il paese ebbe nome di Vondrišel, il mutamento di nome è un omaggio alla memoria del capitano Ján Nálepka.